# Port lotniczy Zadar
Port lotniczy Zadar (IATA: ZAD, ICAO: LDZD) – port lotniczy położony w Zemuniku Donjim, 7 km na wschód od Zadaru, w Chorwacji.

## Linie lotnicze i połączenia
| Linia lotnicza               | Kierunek |
| ---------------------------- | --- |
| Air Serbia                   | Sezonowo: 1. Belgrad |
| Austrian Airlines            | Sezonowo: 1. Wiedeń |
| Brussels Airlines            | Sezonowo: 1. Bruksela |
| Croatia Airlines             | 1. Pula 2. Zagrzeb |
| EasyJet                      | Sezonowo: 1. Amsterdam 2. / Bazylea 3. Berlin 4. Londyn-Gatwick 5. Mediolan-Malpensa |
| Eurowings                    | Sezonowo: 1. Berlin 2. Düsseldorf 3. Hamburg 4. Kolonia/Bonn 5. Stuttgart |
| Eurowings Discover           | Sezonowo: 1. Frankfurt (od 28 kwietnia 2024) |
| LOT                          | Sezonowo: 1. Zielona Góra |
| Lufthansa                    | Sezonowo: 1. Frankfurt 2. Monachium |
| Luxair                       | Sezonowo: 1. Luksemburg |
| People's                     | Sezonowo: 1. St. Gallen-Altenrhein |
| Ryanair                      | Sezonowo: 1. Aarhus 2. Paryż-Beauvais 3. Mediolan-Bergamo 4. Berlin 5. Birmingham 6. Bolonia 7. Bordeaux 8. Bournemouth 9. Brema 10. Bukareszt 11. Budapeszt 12. Bruksela-Charleroi 13. Kolonia/Bonn 14. Dublin 15. Edynburg 16. Eindhoven 17. Gdańsk 18. Göteborg 19. Frankfurt-Hahn 20. Hamburg 21. Helsinki 22. Karlsruhe/Baden-Baden 23. Kraków 24. Leeds/Bradford 25. Liverpool 26. Londyn-Stansted 27. Maastricht Aachen 28. Manchester 29. Marsylia 30. Memmingen 31. Mediolan-Malpensa 32. Münster/Osnabrück 33. Newcastle 34. Norymberga 35. Piza 36. Poznań 37. Praga 38. Rzym-Fiumicino 39. Rzeszów 40. Sofia 41. Sztokholm-Arlanda 42. Turyn 43. Växjö 44. Wiedeń 45. Warszawa-Modlin 46. Weeze 47. Wrocław |
| Scandinavian Airlines System | Sezonowo: 1. Kopenhaga |
| Trade Air                    | 1. Osijek 2. Rijeka 3. Zagrzeb |
| Transavia.com                | Sezonowo: 1. Paryż-Orly 2. Rotterdam |
| TUI fly Belgium              | Sezonowo: 1. Bruksela |